# 艾塔奇·沙什馬茲
艾塔奇·沙什馬茲（土耳其語：Aytaç Şaşmaz，1998年8月4日—），為土耳其男演員及歌手。

## 早期生活
Aytaç於1998年8月4日出生於土耳其馬尼薩。哥哥伊斯梅爾·埃格·沙什馬茲亦為演員。

## 演藝經歷

### 電影
完成表演課程後，Aytaç從馬尼薩搬到伊斯坦堡，並於2017年首次亮相電影界，與托爾加·薩里塔斯和阿芙拉·薩拉喬盧一同出演青年電影《壞小子》。
2020年，他在電影《Love Likes Coincidences 2》中飾演"Der Junga Niko"。這部溫馨的電影取材自一個跨越障礙、時間和距離的真實愛情故事。
他還在即將上映的電影《Hatıran Yeter》中扮演"Baha"一角，該電影計劃於2023年底上映。這部電影講述了一個患有聽力和語言障礙的男孩的生活故事以及他所面臨的成長挑戰。

### 電視劇
2017年至2019年，Aytaç在軍事劇集《承諾》中飾演Feyzullah Altiparmak，該劇更獲得了國際艾美獎的提名。2019年至2021年，他因在《Hekimoğlu》（改編自美國的電視劇《怪醫豪斯》）中的表演而進一步聲名鵲起。
2021年，他在浪漫喜劇電視劇《命運遊戲》中飾演“Bora Doğrusöz”，這是他在電視劇中首次擔綱第一男主角，更憑藉此劇獲頒第47屆金蝴蝶獎「最佳浪漫喜劇男演員」。
2022年，於Fox電視劇《失序青春》中扮演“Evren”，該電視劇改編自屢獲殊榮的美國電視劇《飛越比佛利》的土耳其版本。

### 網路劇
2022年7月，他的首部網路劇《另一個自己》於Netflix平台正式上架。

## 個人生活

### 感情
Aytaç於2021年拍攝戲劇《命運遊戲》期間，與女主角潔姆芮·白塞爾交往，兩人於2022年9月分手，結束長達一年多的戀情。
2024年7月10日，Aytaç與潔姆芮·白塞爾被媒體拍到牽手畫面，在網上引起熱議；8月6日，Aytaç於個人社群平台X發佈26歲的慶生照，並感謝大家的祝福，潔姆芮·白塞爾也在其貼文下方留言：「Asıl sen iyi ki varsın.」（很高興有你在），間接證實兩人復合消息。

## 影視作品

### 電視劇
| 首播年份 | 戲名          | 戲名   | 播放平台 | 角色                          | 備註 |
| 首播年份 | 譯名          | 原文名 | 播放平台 | 角色                          | 備註 |
| 2017年   | 《承諾》      |        | Star TV  | Feyzullah Altıparmak （中士） | 配角 |
| 2019年   | 《Hekimoğlu》 |        | Kanal D  | Emre Acar                     | 主演 |
| 2021年   | 《命運遊戲》  |        | Kanal D  | Bora Doğrusöz                 | 主演 |
| 2022年   | 《失序青春》  |        | Fox      | Evren                         | 主演 |
| 2023年   | 《黃金囚籠》  |        | atv      | Onur Beyoğlu                  | 主演 |

### 網路劇
| 首播年份 | 戲名           | 戲名   | 播放平台 | 角色         | 備註 |
| 首播年份 | 譯名           | 原文名 | 播放平台 | 角色         | 備註 |
| 2022年   | 《另一個自己》 |        | Netflix  | Zeytin Ağacı | 配角 |

### 電影
| 上映年份 | 電影名稱                      | 電影名稱 | 角色           | 備註 |
| 上映年份 | 譯名                          | 原文名   | 角色           | 備註 |
| 2017年   | 《壞小子》                    |          | Ömer           | 配角 |
| 2020年   | 《Love Likes Coincidences 2》 |          | Der Junga Niko | 主演 |
| 2023年   | 未知                          |          | Baha           | 主演 |

### 雜誌拍攝
註：以下資料整理自艾塔奇·沙什馬茲的Instagram官方帳戶。
| 雜誌名稱                     | 國家地區 | 年份   | 期數   | 合作藝人      | 備註     |
| ALL Men （ALL Magazine出品） | 土耳其   | 2018年 | 7月號  | 不適用        | 封面人物 |
| be MAN Magazine              | 土耳其   | 2019年 | 5月號  | 不適用        | 封面人物 |
| be MAN Magazine              | 土耳其   | 2021年 | 8月號  | 不適用        | 封面人物 |
| Alem Dergisi                 | 土耳其   | 2021年 | 9月號  | 潔姆芮·白塞爾 | 封面人物 |
| Episode Dergi                | 土耳其   | 2020年 | 6月號  | 不適用        | 封面人物 |
| L'Officiel Hommes            | 土耳其   | 2023年 | 3月號  | 不適用        | 封面人物 |
| Şamdan Plus                  | 土耳其   | 2023年 | 12月號 | 希法努爾·古爾 | 封面人物 |

## 外部連結
- 艾塔奇·沙什馬茲於Talento Menajerlik的簡介 （页面存档备份，存于）（土耳其文）
- 艾塔奇·沙什馬茲的Instagram帳戶（土耳其文）
- 艾塔奇·沙什馬茲的X（前Twitter）（土耳其文）